# Merle kurrichane
Turdus libonyana
Espèce
Statut de conservation UICN

 LC  : Préoccupation mineure
Le Merle kurrichane (Turdus libonyana, synonyme : Turdus libonyanus) est une espèce de passereaux de la famille des Turdidae.

## Répartition
On le trouve en Afrique du Sud, Angola, Botswana, Burundi, République démocratique du Congo, Lesotho, Malawi, Mozambique, Namibie, Swaziland, Tanzanie, Zambie et Zimbabwe.

## Habitat
Son cadre naturel de vie est la savane sèche.

## Description

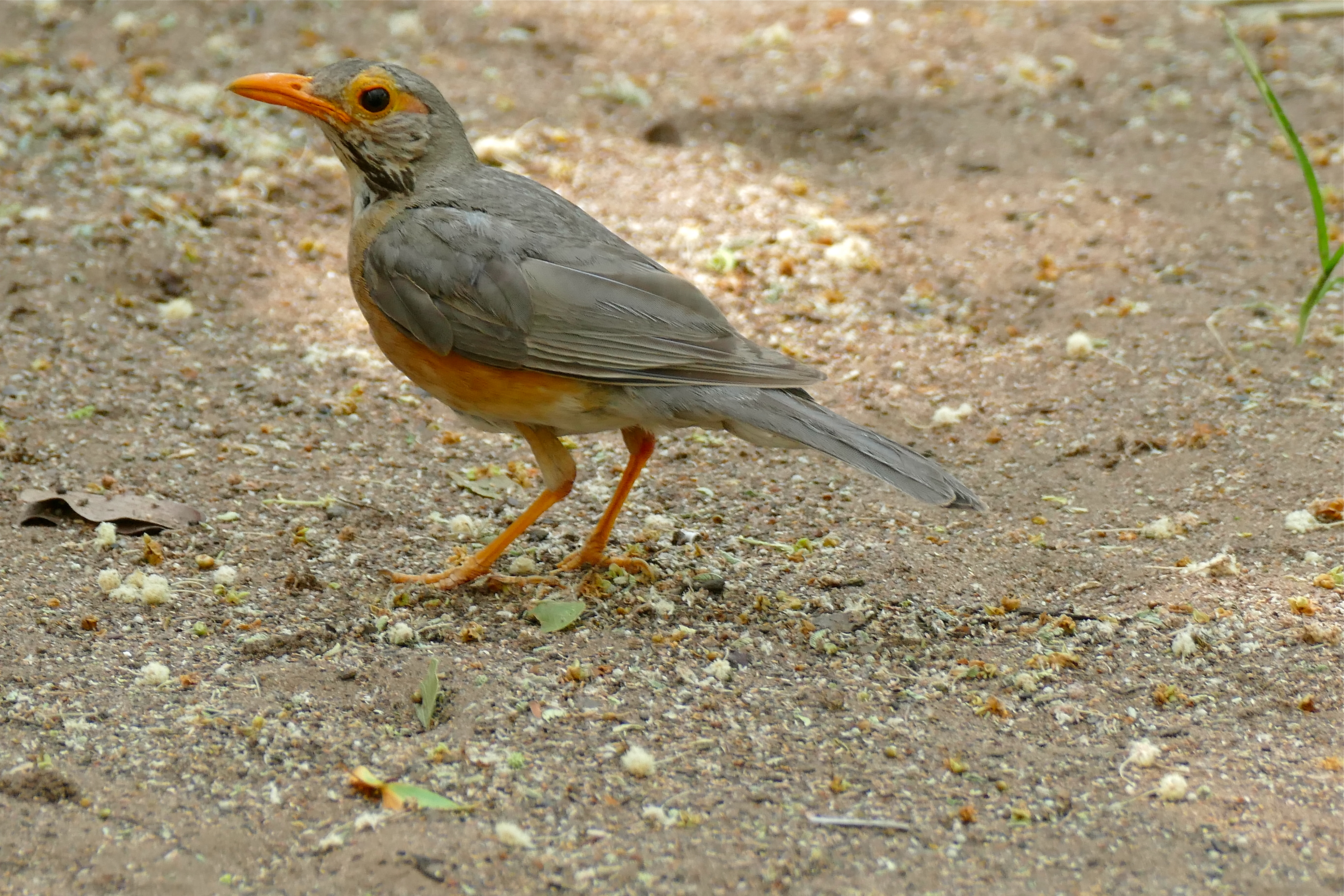
Merle kurrichane (Parc national Kruger, Afrique du Sud)

## Sous-espèces
D'après Alan P. Peterson, il existe quatre sous-espèces :
- Turdus libonyana libonyana (A. Smith, 1836) ;
- Turdus libonyana verreauxi Clancey, 1952 ;
- Turdus libonyana peripheris W. Peters, 1881 ;
- Turdus libonyana tropicalis Bocage, 1869.

## Publications originales

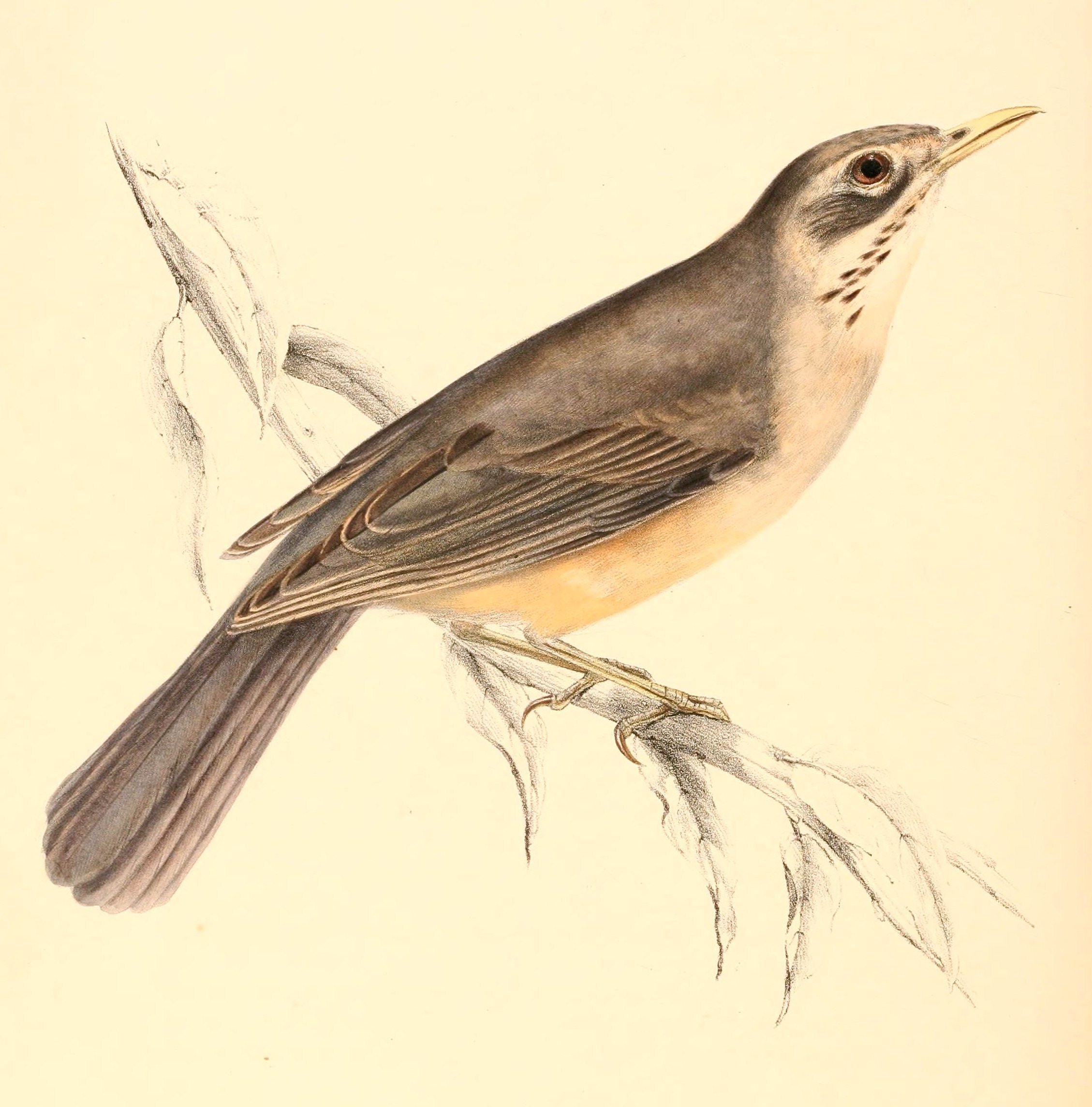
Merle kurrichane (planche de 1843)

- Smith, A. 1836 : Report of the expedition for exploring central Africa, from the Cape of Good Hope. Government Gazette, Cape Town, 68 pages [Merula liboyana p. 45].
- Smith, A. 1843 : Illustrations of the zoology of South Africa. London, 460 pages. (texte intégral)